# Leo Zeff
Leo Zeff (* 14. Mai 1912; † 13. April 1988) war ein US-amerikanischer Psychologe und Psychotherapeut in der kalifornischen Stadt Oakland. Er war in den 1970er-Jahren ein Pionier in der therapeutischen Anwendung psychedelischer Drogen wie LSD, Ibogain und weiterer psychoaktiver Substanzen wie MDMA.
Als Alexander Shulgin ihn 1977 in die Anwendung von MDMA einwies, war die Droge noch legal. Zeff popularisierte ihre Verwendung in psychotherapeutischen Kreisen; Shulgins Ehefrau Ann Shulgin erinnerte sich an eine Aussage eines Redners während einer Gedenkveranstaltung für Zeff, dass dieser ungefähr 4000 Therapeuten in den Umgang mit dieser Droge einführte, die er als „Adam“ apostrophierte, da er überzeugt war, sie bringe einen in einen ursprünglichen Zustand der Unschuld zurück und löse Neurosen. Zeff war so begeistert von der Substanz, dass er seinen Ruhestand aufschob, um quer durchs Land zu reisen und dabei MDMA Hunderten seiner Therapeutenkollegen vorzustellen.
1961, während er als Psychotherapeut Jungscher Schule arbeitete, wurde Zeff mit LSD bekannt und entwickelte eine Methode, es Patienten während der Therapie zu verabreichen. Indem er ausschließlich mit umsichtig vorbereiteten Patienten arbeitete, war das vordergründige Ziel der ersten (und möglicherweise einzigen) Sitzung, die passende LSD-Dosis für den Patienten zu finden. Dieser trug zu Beginn der Sitzung eine Augenmaske und hörte Musik. Zeff gab falls nötig emotionale Unterstützung. Wurde das innere Erleben schwierig, empfahl er, sich dessen zu stellen und mit dem Erleben mitzugehen. Später in der Sitzung schauten sich die Patienten Fotos ihrer Angehörigen und von sich selbst an.
Bevor Zeff mit Psychedelika arbeitete, war er Oberstleutnant (lieutenant colonel) in der US-amerikanischen Armee gewesen.